# فقط برای اعضا (مجموعه تلویزیونی)
فقط برای اعضا (به انگلیسی: Members Only) یک مجموعه تلویزیونی در گونه درام بود که سوزانا گرانت درمقام کارگردان و ناتالی زی، جان استِیموس و بتسی براندت بعنوان بازیگران آن فعالیت می‌کردند. داستان این سریال عامه‌پسند درباره خانواده قدرتمند و سرمایه‌دار هالبروک، مالکان منحصر به فردترین باشگاه‌های کنتیکت می‌باشد. این مجموعه قرار بود در فصل تلویزیونی ۲۰۱۵-۲۰۱۴ آمریکا از شبکه ABC پخش شود در شرایطی که ساخت ۱۳ قسمت برای آن قطعی شده بود. اما ABC پیش از پخش قسمت آزمایشی، ساخت و پخش ادامه این مجموعه را لغو کرد.